# Blarina brevicauda
Blarina brevicauda är en däggdjursart som först beskrevs av Thomas Say 1823.  Blarina brevicauda ingår i släktet Blarina, och familjen näbbmöss. IUCN kategoriserar arten globalt som livskraftig.
Artepitet i det vetenskapliga namnet är sammansatt av de latinska orden brevis (kort) och cauda (svans).

## Utseende
Arten blir 75 till 105 mm lång (huvud och bål), har en 17 till 30 mm lång svans och väger 18 till 30 g. Allmänt är honor lite mindre än hannar. På ovansidan förekommer mörkgrå till svartaktig päls som kan ha brun skugga på grund av ljusare hårspetsar. Buken är täckt av något ljusare päls. Hos Blarina brevicauda är nosen spetsig men den är lite kortare än hos andra näbbmöss. Artens korta yttre öron är helt gömda i pälsen. Hos honor förekommer tre par spenar. Individernas tandemalj är rödbrun på grund av hög järnandel. I övre käken finns på varje sida bredvid framtanden fem enkla tänder med en spets istället för en hörntand. Tandformeln är därför I 1/1 (enkla tänder) 5/1 P 1/1 M 3/3, alltså 32 tänder. Den femte av de enkla tänderna finns bara rudimentärt och den är nästan helt gömd bakom den premolara tanden. Blarina brevicauda byter under våren och hösten päls. Det finns nästan inga ytliga skillnader mellan hannar och honor. Under parningstiden är hannarnas körtlar på kroppssidan större och hos honor som ger di är spenarna tydlig synliga.
Artens giftiga saliv kan bedöva mindre ryggradsdjur och olika ryggradslösa djur. Det är inte helt utrett om näbbmusen producerar hela tiden giftig saliv. Människor som blev biten kände ingenting alls eller hade en brinnande känsla.

## Utbredning och habitat
Denna näbbmus förekommer i Nordamerika från Saskatchewan till New Brunswick i Kanada och söderut till centrala Arkansas och Georgia i USA. Arten vistas i tempererade och mera torra skogar.

## Ekologi
Individerna gräver tunnlar eller använder tunnlar som skapades av andra djur. Individerna lever främst ensamma i ganska stora revir som kan vara 2,5 hektar stort. Dessa revir överlappar varandra. Fortplantningen sker mellan februari och september. Honor kan ha tre eller fler kullar per år. Dräktigheten varar cirka tre veckor och sedan föds 3 till 10 ungar. Ungarna diar sin mor cirka 25 dagar. Efter två månader blir de könsmogna.
Blarina brevicauda äter olika ryggradslösa djur som insekter och deras larver eller daggmaskar. Ibland fångar den en smågnagare. Födan kompletteras med kadaver. Hos arten förekommer i motsats till några andra näbbmöss ingen kannibalism. Den dricker varje dag vatten när det är tillgängligt.
Blarina brevicauda har olika klickande, kvittrande och skrikande läten. Den använder ultraljud för orienteringen.

## Underarter
Arten delas in i följande underarter:
- B. b. aloga
- B. b. angusta
- B. b. brevicauda
- B. b. churchi
- B. b. compacta
- B. b. hooperi
- B. b. kirtlandi
- B. b. manitobensis
- B. b. pallida
- B. b. talpoides
- B. b. telmalestes